# Serrat Blanc (Montmajor)
El Serrat Blanc és una muntanya de 1.024 metres que es troba a l'enclavament de Comesposades, al municipi de Montmajor, a la comarca catalana del Berguedà.